# Matt Neal
Matthew Neal (ismertebb nevén Matt Neal; Stourbridge, West Midlands, 1966. december 20. –) angol autóversenyző, a BTCC háromszoros bajnoka. Korábban kipróbálta magát a Túraautó-Európa-bajnokság küzdelmeiben is.

## Pályafutása
Neal motokrosszozással kezdte karrierjét, de 1988-ban autókra váltott, egy Ford Fiesta XR2i-t vezetett. 1990-ben részt vett a Willhire-i 24 óráson egy BMW M3-mal

### Brit túraautó-bajnokság (1991-2001)

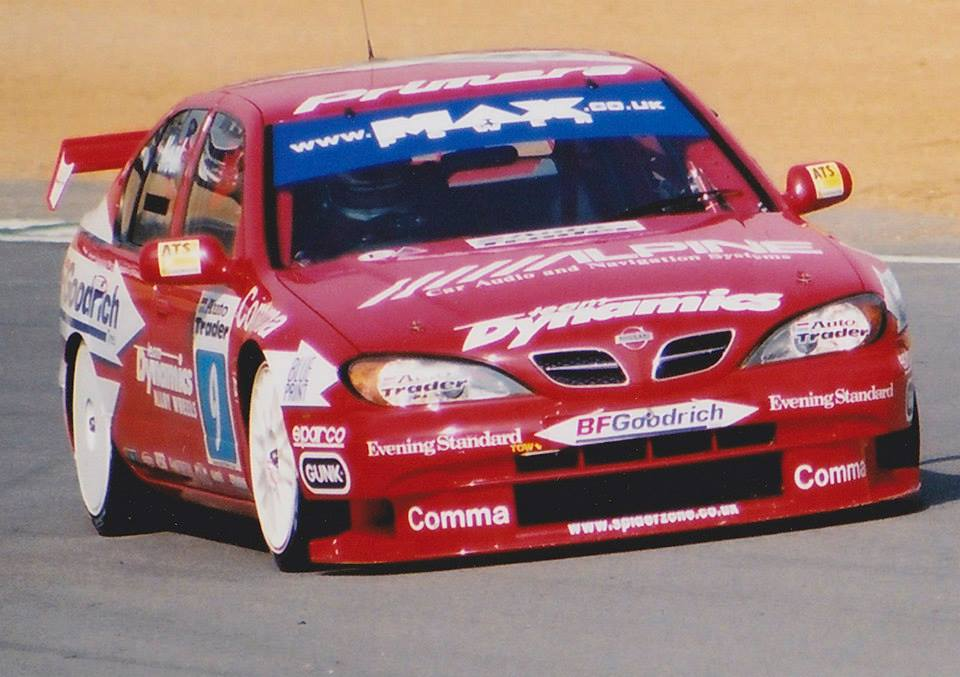
Neal 2000-ben a BTCC-ben egy Nissan Primerával

A Pyramid Motorsport színeiben debütált a BTCC-ben Silverstone-ban egy BMW M3-mal, első versenyén 13. lett. két fordulóval később, az Oulton Park-i hétvégén szerepelt ismét a szériában, ezúttal Auto Trader Techspeed Team BMW M3-asát hajtotta. 1992-ben csatlakozott édesapja, a Team Dynamics csapatához, amellyel Will Hoy az előző évadban bajnok lett. Az autó az utolsó előtti hétvégén Donington-ban súlyosan megsérült, ezért Neal az utolsó fordulóban egy új 318-as BMW-vel vett részt.
1993-ban megnyerte a TOCA Privát versenyzők bajnokságát, 1994-ben pedig csatlakozott a Team Mazdához, azonban Silverstone-ban hatalmas balesetet szenvedett így hamar véget ért számára a szezon. 1995-ben visszatért a Team Dynamics csapatához, ezúttal egy Ford Mendeoval szerepelt és három alkalommal is megnyerte a Privát versenyzők bajnokságát (1995, 1999, 2000), 1999-ben megszerezte első győzelmét a Donington Parkban, majd a másodikat is egy évvel később Brands Hatchben. Időközben a csapat autót váltott, 1997-ben a Mondeot Nissan Primera-ra cserélték és használták a 2000-es szezon végéig. 2001-re a bajnokság szabályai jelentősen megváltoztak, Neal az első hétvégén még szerepelt a Peugeot Sport UK csapattal mielőtt csatlakozott a Túraautó-Európa-bajnokság mezőnyéhez.

### Túraautó-Európa-bajnokság (2001)
Miután teljesítette az első BTCC-s hétvégét bajnokságot váltott és a Túraautó-Európa-bajnokság 2001-es küzdelmeiben vett részt a Super Touring kategóriában a RJN Motorsport Nissan Primerajával. Az ötödik versenyhétvégén debütált a sorozatban Magny-Coursban. Az év végén az egyéni bajnokság 14. helyén végzett 266 pontot gyűjtve, a szezonzáró Estoril-i futamot pedig megnyerte, emellett még háromszor állhatott dobogóra, a Zolder-i második futamon a dobogó 2. fokára állhatott fel míg a Silverstone-i és a Nürburgring-i futamokon a 3. pozícióban zárt.

### Visszatérés a BTCC-be (2002–)
2002-ben visszatért a Brit túraautó-bajnokságba az egg:sport Vauxhall Astraját vezette Paul O'Neill csapattársaként. 145 pontjával harmadik helyen végzett a bajnokságban, jócskán megelőzve O'Neill-t. Az idény végén ASCAR bajnokság utolsó fordulójában is rajzhoz állt, csapattársa pedig nem más mint későbbi nagy riválisa Jason Plato volt.
2003-ban a Honda Racing színeiben szerepelt a BTCC-ben egy Honda Civic Type R-rel, ez egy hosszú kapcsolat kezdete volt a Hondával. Ismét a harmadik pozícióban zárt az év végén, csapattársai Tom Chilton és Alan Morrison voltak.

#### Ismét a Team Dynamicsnél (2004–2007)

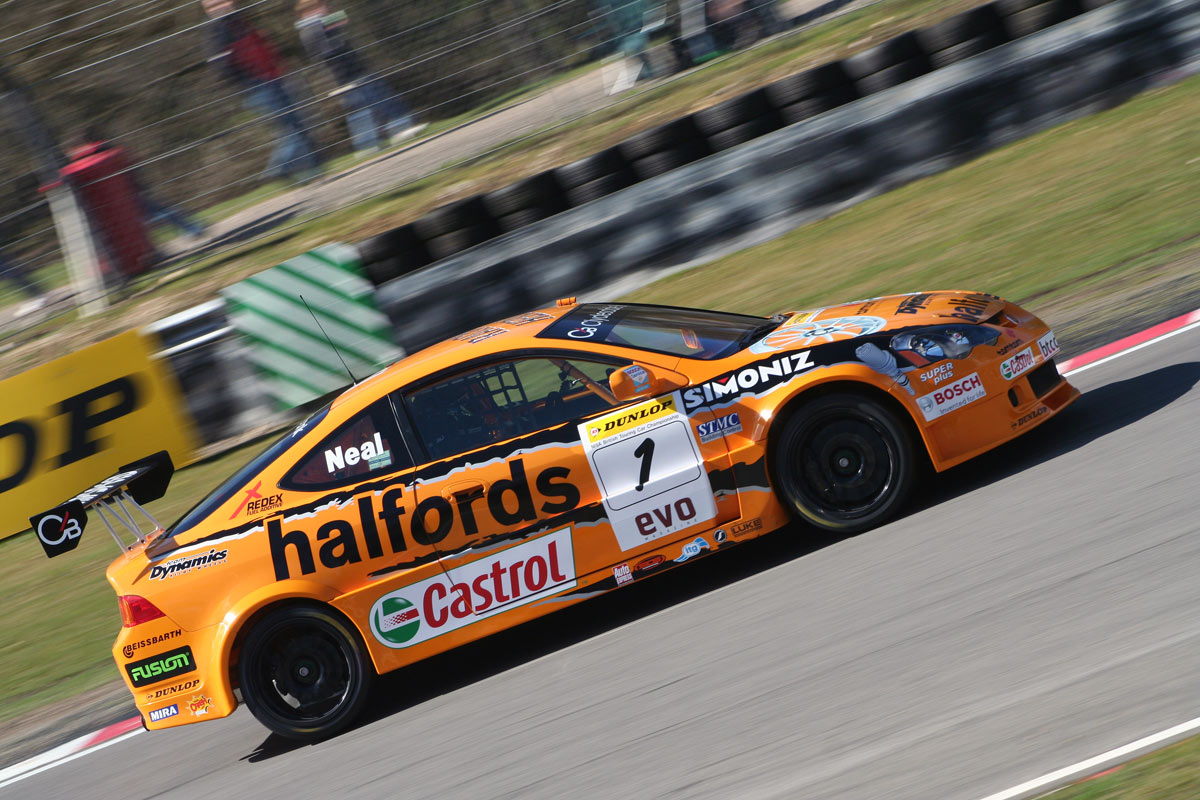
2006-ban Brands Hatchben az Integrával

Neal 2004-ben visszatért korábbi csapatához a Team Dynamicshez, ezt az évet az összetett 5. helyén zárta, míg a Független versenyzők kiírásában a 4. lett.
2005-re a csapat kifejlesztette a Honda Integrát, ami szokatlan volt egy Független csapattól, de erőfeszítésüket jutalom koronázta ugyanis az egyéni, a csapat illetve a Független egyéni és Független csapatok számára kiírt pontversenyeket is az élen zárták. 2006-ban Neal az 1-es rajtszámú Honda Integrát vezette és újra megnyerte a bajnokságot, a 28. versenyre (összesen 30. volt) egy 4. hellyel biztosította be a második BTCC címét. Két év után először kellett műszaki hiba miatt versenyt feladnia, az utolsó versenyen a felfüggesztés meghibásodása okozta a versenye korai végét.

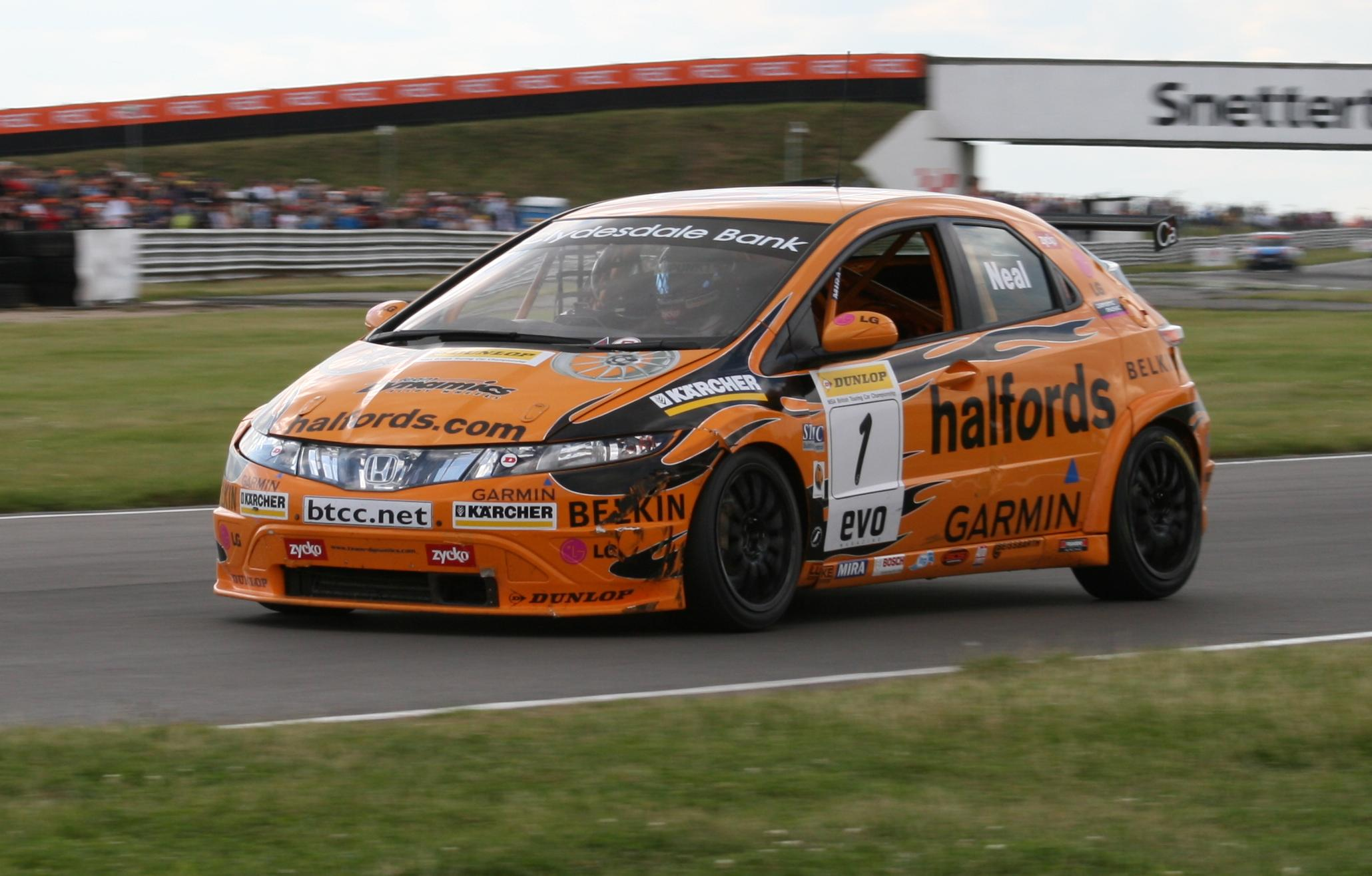
2007-ben az új Honda Civic-kel

A BTC-specifikációjú autók, mint például az Integra már nem voltak jogosultak az egyéni bajnokság megnyerésére ezért a csapat 2007-re egy Honda Civicre váltott. Neal ugyan megnyerte a szezon harmadik versenyét, de összességében a SEAT és a Vauxhall autói erősebbnek bizonyultak így Neal ezúttal nem tudott küzdeni a bajnoki címért, míg Neal a 4. lett a bajnokságban addig Fabrizio Giovanardi és Jason Plato szoros küzdelmet folytatott a bajnokság élén. 2008-ra a Vauxhallos VX Racing bejelentette Neal érkezését aki így helyet cserélt Tom Chiltonnal aki Neal korábbi csapatánál a Team Dynamicsnél folytatta 2008-ban, Neal csapattársa Giovanardi és Tom Onslow-Cole voltak.

#### VX Racing (2008–2009)

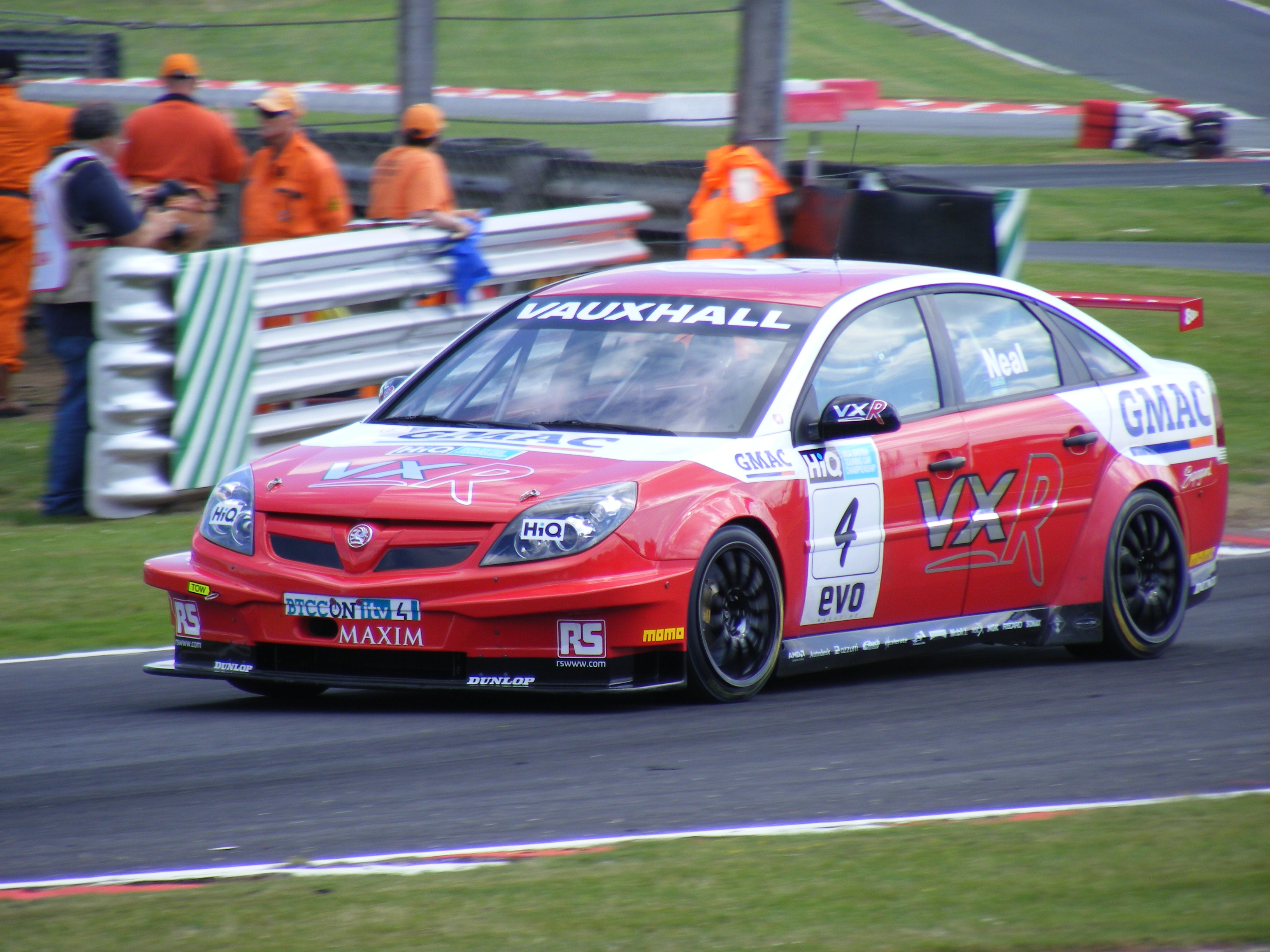
Neal 2008-ban új csapata színeiben a Vauxhallal

Első évében 2008-ban a VX Racing színeiben egy győzelmet szerzett, ami az év végi összetett 5. helyéhez volt elég, csapattársa Giovanardi öt győzelmet aratott amivel megvédte bajnoki titulusát. A 2009-es szezont jól kezdte Neal, a szezonnyitót rögtön megnyerte, ráadásul az első 8 versenyen hétszer állhatott dobogóra (1 győzelem, két második és négy harmadik hely), ezután azonban a szezon során már csak két alkalommal ünnepelhetett a dobogón, év végén a 4. helyen zárt csapattársa, Giovanardi mögött.

#### Honda Racing (2010–)
Neal visszatért a Team Dynamicshez a 2010-es szezonban, amely a Honda Racing néven versenyzett, csapattársa újra Gordon Shedden lett. Neal elvesztette az egyéni pontversenyt a Jason Platoval szemben az év végén, de segítségével a Honda Racing megnyerte a Gyártók bajnokságát.

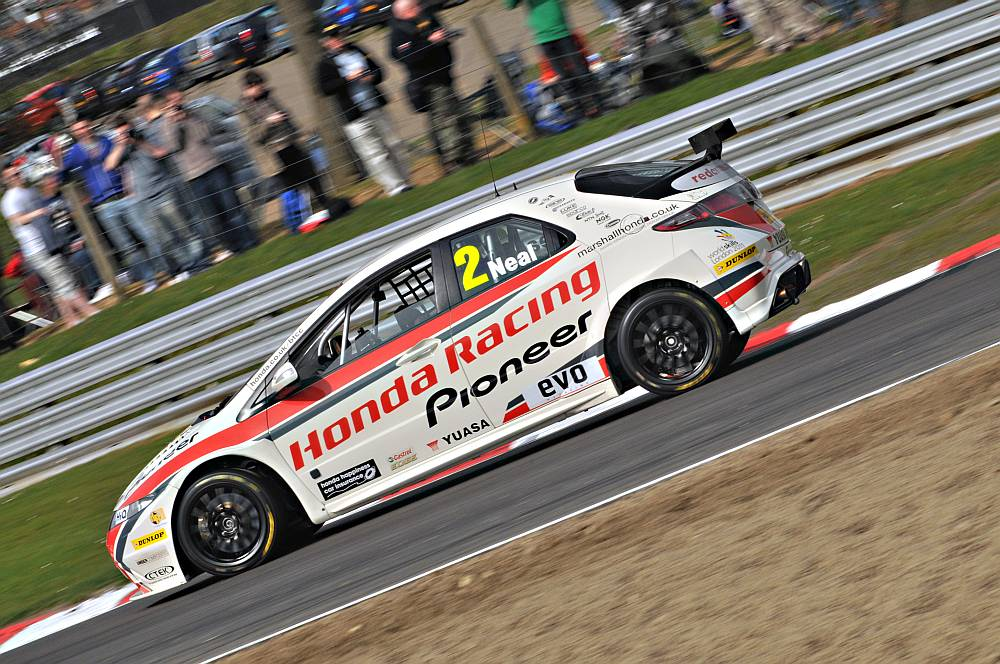
Neal a 2011-es autóval

Neal 2011-re maradt a csapatánál, a Honda Civic új 2.0 NGTC (Következő Generációs Túraautó) motorokat kezdett használni, amit a Neil Brown Engines fejlesztett. Ez az év nagy részében előnyt jelentett a Civiceknek Neal pedig megszerezte harmadik bajnoki címét csapattársa Gordon Shedden előtt, valamint a csapat is megnyerte a Konstruktőrök bajnokságát Emlékezetes a szezonból, amikor az Oulton Parkban rendezett második versenyen az utolsó kör utolsó kanyarjában megkísérelte megelőzni Sheddent azonban a két Honda összeakadt, ezzel átadva a győzelmet Jason Platonak.
2012-ben Nealék az új NGTC-s Honda Civicet vezették, ő szerezte az első győzelmet NGTC autóval a Brit túraautó-bajnokságban a szezon második versenyén Brand Hatchben. Neal két győzelmet szerzett az Oulton Park-i hétvégén, a hétvégét a csapat teljesen uralta, ugyanis csapattársa Shedden nyerte a maradék 1 versenyt, ezzel a Honda Yuasa Racing volt az első csapat amelyik a hétvége mindhárom futamát megnyerte, a Team AON 2010-es Silverstone-i tripla sikere óta. A szezont a második pozícióban zárta csapattársa Shedden mögött.
2013-ra is maradt a csapatnál Sheddennel. A Silverstone-i hétvégét megelőzően Neal eltörte az ujját egy balesetben, a csapata megkereste Alain Menu-t mint Neal esetleges helyettesítőjét a szezonzáró hétvégére, azonban Neal fejezte be a szezont, méghozzá a 4. helyen, csapattársa a 2. lett.
2014-re a csapat az új Honda Civic túraautókat vetette be, Neal a bajnokság 9. helyén végzett, összesen egy győzelmet, két második és három harmadik helyet szerzett a szezon során.
A 2015-ös év jobban alakult számára, 3 alkalommal tudott futamot nyerni, összesen 7 alkalommal állhatott dobogóra. A bajnokság 3. helyén zárt.

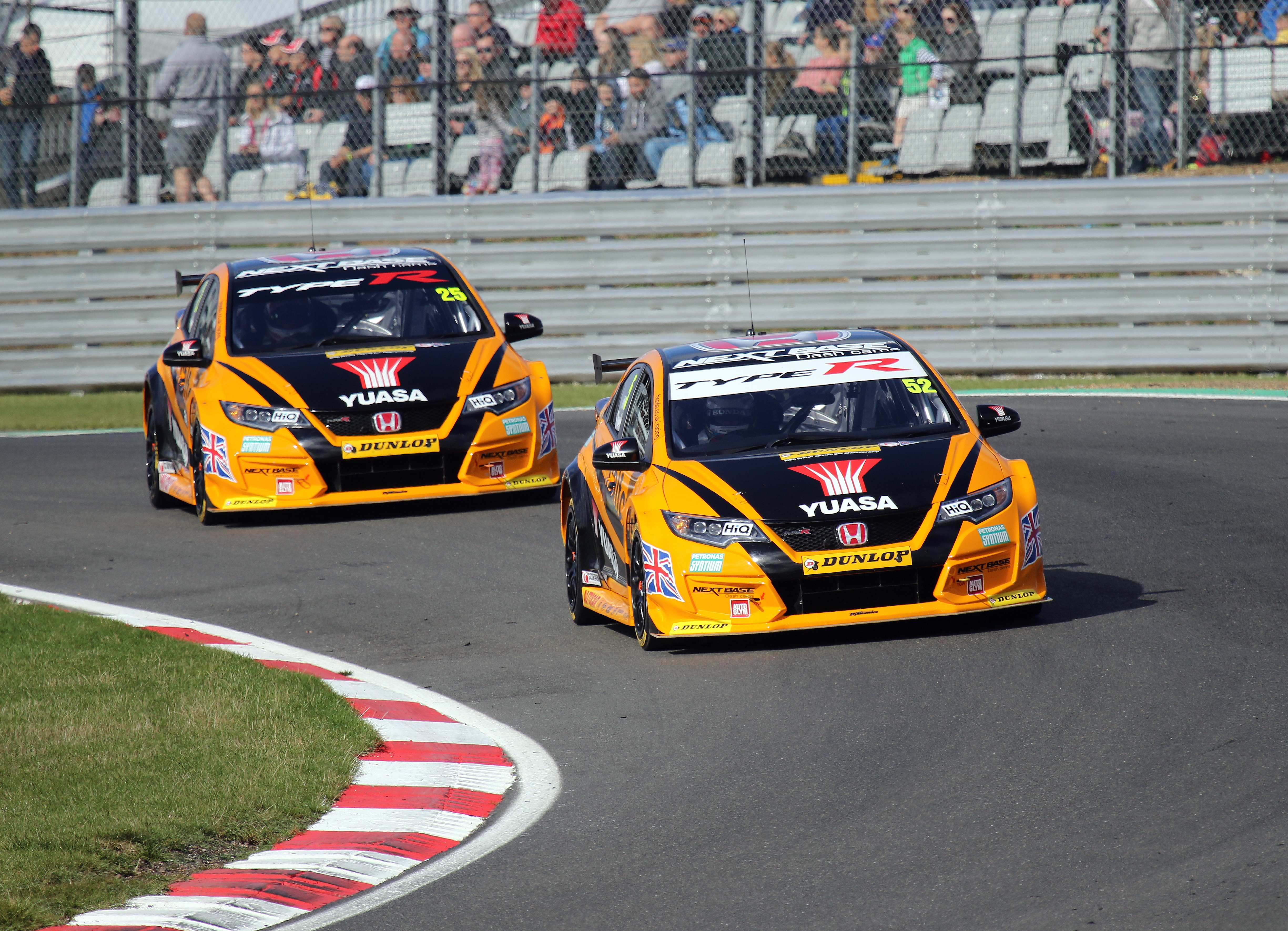
Csapattársa Shedden mögött 2016-ban

2016-ban ismét három versenyt nyert, ezúttal a 6. helyen zárta az összetett értékelést.
2017-ben két futam győzelem mellett három-három 2. illetve 3. hely jutott neki, az évet a 7. pozícióban zárta. Csapattársa, Shedden az év végén távozott a sorozatból, ugyanis 2018-tól kezdve kezdve a túraautó-világkupán szerepel egy Audival.
2018-ban ismét két verseny nyert, emellett három második és egy egy harmadik helyet is szerzett, a bajnokságban a 9. lett a szezon végén.

### Ausztrália
Neal négy alkalommal versenyzett a Bathurst 1000 elnevezésű versenyen 1997-ben és 1998-ban Steven Richards csapattársa volt a Team Dynamicsnél, egy Nissan Primera-t vezettek. 2000-ben a Holden Commodore (VT)-vel Paul Morris csapatában versenyzett, 2008-ban pedig szintén a Paul Morris Motorsport színeiben Boris Said volt a csapattársa. Szintén részt vett a 2001-es Queensland-i 500-as versenyen is.

## Eredmények

### Teljes brit túraautó-bajnokság eredménysorozata
| Év   | Csapat                          | Autó                  | Kategória | 1         | 2        | 3        | 4         | 5        | 6         | 7          | 8         | 9        | 10       | 11       | 12       | 13       | 14         | 15       | 16       | 17       | 18       | 19       | 20        | 21       | 22       | 23       | 24       | 25       | 26       | 27       | 28       | 29       | 30       | Büntetés | DC   | Pont |
| ---- | ------------------------------- | --------------------- | --------- | --------- | -------- | -------- | --------- | -------- | --------- | ---------- | --------- | -------- | -------- | -------- | -------- | -------- | ---------- | -------- | -------- | -------- | -------- | -------- | --------- | -------- | -------- | -------- | -------- | -------- | -------- | -------- | -------- | -------- | -------- | -------- | ---- | ---- |
| 1991 | Pyramid Motorsport              | BMW M3                |           | SIL       | SNE      | DON      | THR       | SIL      | BRH       | SIL 13     | DON 1     | DON 2    |          |          |          |          |            |          |          |          |          |          |           |          |          |          |          |          |          |          |          |          |          |          | 30.  | 0    |
| 1991 | BRR Motorsport                  | BMW M3                |           |           |          |          |           |          |           |            |           | OUL Ki   | BRH 1    | BRH 2    | DON Ni   | THR      | SIL        |          |          |          |          |          |           |          |          |          |          |          |          |          |          |          |          |          | 30.  | 0    |
| 1992 | Rimstock Racing                 | BMW M3                |           | SIL 14    | THR Ki   | OUL Ki   | SNE Ki    | BRH 8    | DON 1 13  | DON 2 11   | SIL Ki    | KNO 1 7  | KNO 2 Ki | PEM 15   | BRH 1 11 | BRH 2 10 | DON Ki     |          |          |          |          |          |           |          |          |          |          |          |          |          |          |          |          |          | 16.  | 5    |
| 1992 | Rimstock Racing                 | BMW 318is             |           |           |          |          |           |          |           |            |           |          |          |          |          |          | SIL 12     |          |          |          |          |          |           |          |          |          |          |          |          |          |          |          |          |          | 16.  | 5    |
| 1993 | Team Dynamics                   | BMW 318is             |           | SIL 8     | DON Ki   | SNE Ni   | DON 17    | OUL Ki   | BRH 1 14  | BRH 2 Ki   | PEM 18    | SIL 13   | KNO 1 14 | KNO 2 15 | OUL 16   | BRH 18   |            |          |          |          |          |          |           |          |          |          |          |          |          |          |          |          |          |          | 20.  | 3    |
| 1993 | Team Dynamics                   | BMW 318i              |           |           |          |          |           |          |           |            |           |          |          |          |          | THR 19   | DON 1 13   | DON 2 14 | SIL 17   |          |          |          |           |          |          |          |          |          |          |          |          |          |          |          | 20.  | 3    |
| 1994 | Team Mazda                      | Mazda Xedos 6         |           | THR 12    | BRH 1 15 | BRH 2 17 | SNE 10    | SIL 1 15 | SIL 2 Ni  | OUL        | DON 1     | DON 2    | BRH 1    | BRH 2    | SIL      | KNO 1    | KNO 2      | OUL      | BRH 1    | BRH 2    | SIL 1    | SIL 2    | DON 1     | DON 2    |          |          |          |          |          |          |          |          |          |          | 23.  | 1    |
| 1995 | Team Dynamics                   | Ford Mondeo Ghia      |           | DON 1 15  | DON 2 14 | BRH 1 16 | BRH 2 13  | THR 1 Ki | THR 2 15  | SIL 1 13   | SIL 2 14  | OUL 1 13 | OUL 2 14 | BRH 1 Ki | BRH 2 Ni | DON 1 Ki | DON 2 Ki   | SIL 14   | KNO 1 9  | KNO 2 13 | BRH 1 15 | BRH 2 12 | SNE 1 15  | SNE 2 4  | OUL 1 13 | OUL 2 11 | SIL 1 17 | SIL 2 11 |          |          |          |          |          |          | 21.  | 12   |
| 1996 | Team Dynamics                   | Ford Mondeo Si        |           | DON 1     | DON 2    | BRH 1 Ki | BRH 2 16  | THR 1 11 | THR 2 Ki  | SIL 1 17   | SIL 2 Ki  | OUL 1    | OUL 2    | SNE 1 Ki | SNE 2 Ni | BRH 1    | BRH 2      | SIL 1 Ki | SIL 2 17 | KNO 1 14 | KNO 2 13 | OUL 1 13 | OUL 2 14  | THR 1 10 | THR 2 18 | DON 1 14 | DON 2 Ki | BRH 1 12 | BRH 2 13 |          |          |          |          |          | 22.  | 1    |
| 1997 | Team Dynamics                   | Ford Mondeo           |           | DON 1 Ki  | DON 2 12 | SIL 1 Ki | SIL 2 Ni  | THR 1 13 | THR 2 14  | BRH 1 15   | BRH 2 Ni  | OUL 1 15 | OUL 2 14 |          |          |          |            |          |          |          |          |          |           |          |          |          |          |          |          |          |          |          |          |          | 21.  | 0    |
| 1997 | Team Dynamics                   | Nissan Primera eGT    |           |           |          |          |           |          |           |            |           |          | DON 1 16 | DON 2 13 | CRO 1 13 | CRO 2 Ki | KNO 1 Ki   | KNO 2 Ni | SNE 1 Ki | SNE 2 12 | THR 1 11 | THR 2 Ki | BRH 1 Ki  | BRH 2 16 | SIL 1 14 | SIL 2 12 |          |          |          |          |          |          |          |          | 21.  | 0    |
| 1998 | Team Dynamics Max Power         | Nissan Primera GT     |           | THR 1 Ki  | THR 2 10 | SIL 1 Ki | SIL 2 16  | DON 1 5  | DON 2 9   | BRH 1 Ki   | BRH 2 5   | OUL 1 Ki | OUL 2 14 | DON 1 Ki | DON 2 6  | CRO 1 12 | CRO 2 15   | SNE 1 Hn | SNE 2 13 | THR 1 12 | THR 2 Ki | KNO 1 8  | KNO 2 Ki  | BRH 1 9  | BRH 2 5  | OUL 1 13 | OUL 2 7  | SIL 1 Ki | SIL 2 Ki |          |          |          |          |          | 13th | 35   |
| 1999 | Max Power Racing Team Dynamics  | Nissan Primera GT     |           | DON 1 5   | DON 2 1* | SIL 1 4  | SIL 2 Ki  | THR 1 3  | THR 2 Ki  | BRH 1 Ki   | BRH 2 3   | OUL 1 10 | OUL 2    | DON 1 10 | DON 2 7  | CRO 1 10 | CRO 2 5*   | SNE 1 7  | SNE 2 10 | THR 1 6  | THR 2 Ki | KNO 1 7  | KNO 2 Ki  | BRH 1 5  | BRH 2 10 | OUL 1 6  | OUL 2 10 | SIL 1 Ki | SIL 2 6  |          |          |          |          |          | 9.   | 109  |
| 2000 | Team Dynamics Max Power Racing  | Nissan Primera GT '00 | T         | BRH 1 10  | BRH 2 Ki | DON 1 8  | DON 2 8   | THR 1 7  | THR 2 Ki  | KNO 1 4    | KNO 2 5   | OUL 1 6  | OUL 2 9  | SIL 1 4  | SIL 2 Ki | CRO 1 3  | CRO 2 3    | SNE 1 5  | SNE 2 8* | DON 1 2  | DON 2    | BRH 1    | BRH 2 9   | OUL 1 7  | OUL 2 7* |          |          |          |          |          |          |          |          |          | 8.   | 129  |
| 2000 | Team Dynamics Max Power Racing  | Nissan Primera GT '98 | T         |           |          |          |           |          |           |            |           |          |          |          |          |          |            |          |          |          |          |          |           |          |          | SIL 1 5  | SIL 2 7  |          |          |          |          |          |          |          | 8.   | 129  |
| 2001 | Peugeot Sport UK                | Peugeot 406 Coupé     | T         | BRH 1 6   | BRH 2 5  | THR 1    | THR 2     | OUL 1    | OUL 2     | SIL 1      | SIL 2     | MON 1    | MON 2    | DON 1    | DON 2    | KNO 1    | KNO 2      | SNE 1    | SNE 2    | CRO 1    | CRO 2    | OUL 1    | OUL 2     | SIL 1    | SIL 2    | DON 1    | DON 2    | BRH 1    | BRH 2    |          |          |          |          |          | 14.  | 11   |
| 2002 | egg:sport                       | Vauxhall Astra Coupé  | T         | BRH 1     | BRH 2 4  | OUL 1 4  | OUL 2 Ki* | THR 1 2  | THR 2 3*  | SIL 1 6    | SIL 2 3*  | MON 1    | MON 2 3  | CRO 1 Ki | CRO 2 Ki | SNE 1 Ki | SNE 2 Ret* | KNO 1    | KNO 2 4  | BRH 1 4  | BRH 2 8  | DON 1 3  | DON 2 Ki  |          |          |          |          |          |          |          |          |          |          | −5       | 3.   | 145  |
| 2003 | Honda Racing                    | Honda Civic Type-R    | T         | MON 1 Ki* | MON 2 Ki | BRH 1 1* | BRH 2 7   | THR 1 2* | THR 2 11* | SIL 1 Ret* | SIL 2 Ki  | ROC 1 1* | ROC 2 Ki | CRO 1 1* | CRO 2 5* | SNE 1 4* | SNE 2 1*   | BRH 1 4  | BRH 2 Ki | DON 1 1* | DON 2 10 | OUL 1 12 | OUL 2 1*  |          |          |          |          |          |          |          |          |          |          |          | 3.   | 148  |
| 2004 | Computeach Racing with Halfords | Honda Civic Type-R    |           | THR 1 2   | THR 2 Ki | THR 3 9  | BRH 1 1*  | BRH 2 Ni | BRH 3 7   | SIL 1 1*   | SIL 2 8   | SIL 3 8  | OUL 1 3  | OUL 2 4  | OUL 3 2  | MON 1 4  | MON 2 10   | MON 3 Ki | CRO 1 3  | CRO 2 5  | CRO 3 Ki | KNO 1 9  | KNO 2     | KNO 3 8  | BRH 1 1* | BRH 2 5  | BRH 3 4  | SNE 1 2  | SNE 2 Ki | SNE 3 4  | DON 1 Ki | DON 2 Ki | DON 3 Ki |          | 5.   | 181  |
| 2005 | Team Halfords                   | Honda Integra Type-R  |           | DON 1 1*  | DON 2 3  | DON 3 1* | THR 1 3   | THR 2    | THR 3 4   | BRH 1 1*   | BRH 2 1*  | BRH 3 6  | OUL 1 2  | OUL 2 1* | OUL 3 2  | CRO 1 3  | CRO 2 6    | CRO 3 2  | MON 1 3  | MON 2 3  | MON 3 7  | SNE 1 3  | SNE 2 3   | SNE 3 4  | KNO 1 2  | KNO 2 1* | KNO 3 2  | SIL 1 9  | SIL 2 4  | SIL 3 7  | BRH 1 4  | BRH 2 3  | BRH 3 5  |          | 1.   | 316  |
| 2006 | Team Halfords                   | honda Integra Type-R  |           | BRH 1 3   | BRH 2 3  | BRH 3 Ki | MON 1 1*  | MON 2 1* | MON 3     | OUL 1 4    | OUL 2 1*  | OUL 3 8  | THR 1 2  | THR 2 1* | THR 3 2  | CRO 1 3  | CRO 2 1*   | CRO 3 4  | DON 1 4  | DON 2 5  | DON 3 7  | SNE 1 6  | SNE 2 8   | SNE 3 1* | KNO 1 2  | KNO 2 5  | KNO 3 1* | BRH 1 2  | BRH 2    | BRH 3 Ki | SIL 1 4  | SIL 2 1* | SIL 3 Ki |          | 1.   | 289  |
| 2007 | Team Halfords                   | Honda Civic           |           | BRH 1 3   | BRH 2 5  | BRH 3 1* | ROC 1 5   | ROC 2 Ki | ROC 3 7   | THR 1 5    | THR 2     | THR 3 5  | CRO 1 3  | CRO 2 13 | CRO 3 6  | OUL 1 4  | OUL 2 4    | OUL 3 Ki | DON 1 3  | DON 2 4  | DON 3 2  | SNE 1 18 | SNE 2     | SNE 3 2  | BRH 1 Ki | BRH 2 Ni | BRH 3 Ni | KNO 1 Ki | KNO 2 6  | KNO 3 2* | THR 1 5  | THR 2 3  | THR 3 5  |          | 4.   | 195  |
| 2008 | VX Racing                       | Vauxhall Vectra       |           | BRH 1 5   | BRH 2 7  | BRH 3    | ROC 1 3   | ROC 2 11 | ROC 3 1*  | DON 1 2    | DON 2 Ki  | DON 3 6  | THR 1 4  | THR 2 3  | THR 3 4  | CRO 1 2  | CRO 2 3    | CRO 3    | SNE 1 10 | SNE 2 5  | SNE 3 4  | OUL 1 15 | OUL 2 7   | OUL 3 5  | KNO 1 16 | KNO 2 10 | KNO 3 7  | SIL 1 6  | SIL 2 4  | SIL 3 15 | BRH 1 6  | BRH 2    | BRH 3 8  |          | 5.   | 185  |
| 2009 | VX Racing                       | Vauxhall Vectra       |           | BRH 1 1*  | BRH 2 3  | BRH 3    | THR 1 2   | THR 2 3  | THR 3 7   | DON 1 3    | DON 2     | DON 3 8  | OUL 1 7  | OUL 2 4  | OUL 3    | CRO 1 6  | CRO 2 6    | CRO 3 8  | SNE 1 9  | SNE 2 14 | SNE 3    | KNO 1 Ki | KNO 2 4   | KNO 3 4  | SIL 1 10 | SIL 2 Ki | SIL 3 13 | ROC 1 Ki | ROC 2 Hn | ROC 3 Ki | BRH 1 5  | BRH 2 8  | BRH 3 5* |          | 4.   | 170  |
| 2010 | Honda Racing Team               | Honda Civic           |           | THR 1 12  | THR 2    | THR 3 Ki | ROC 1 1*  | ROC 2 9  | ROC 3 1*  | BRH 1 5    | BRH 2 Ki  | BRH 3 2  | OUL 1 8  | OUL 2    | OUL 3 1* | CRO 1 4  | CRO 2 2*   | CRO 3 Ki | SNE 1 Ki | SNE 2 9  | SNE 3    | SIL 1 8  | SIL 2 5   | SIL 3 4  | KNO 1 4  | KNO 2 1* | KNO 3    | DON 1 5  | DON 2 8  | DON 3 1* | BRH 1 3  | BRH 2    | BRH 3 Ki |          | 2.   | 229  |
| 2011 | Honda Racing Team               | Honda Civic           |           | BRH 1 Ki  | BRH 2 7  | BRH 3 1* | DON 1 1*  | DON 2 3  | DON 3 7   | THR 1 2*   | THR 2 1*  | THR 3 5  | OUL 1 8* | OUL 2 Ki | OUL 3 4  | CRO 1 1* | CRO 2 1*   | CRO 3 7  | SNE 1 18 | SNE 2 17 | SNE 3 4  | KNO 1 2  | KNO 2 2*  | KNO 3 4  | ROC 1 4  | ROC 2 3  | ROC 3 6  | BRH 1 18 | BRH 2 7  | BRH 3 1* | SIL 1 1* | SIL 2    | SIL 3 8  |          | 1.   | 257  |
| 2012 | Honda Yuasa Racing Team         | Honda Civic           |           | BRH 1 2*  | BRH 2 1* | BRH 3 7  | DON 1 3   | DON 2    | DON 3 Ki  | THR 1 10   | THR 2 5   | THR 3 2* | OUL 1 1* | OUL 2 5  | OUL 3 1* | CRO 1 1* | CRO 2 2*   | CRO 3 4  | SNE 1 4  | SNE 2 4  | SNE 3 8  | KNO 1 7  | KNO 2 8   | KNO 3    | ROC 1 6  | ROC 2 2* | ROC 3 2* | SIL 1 Ki | SIL 2 Ki | SIL 3 Ki | BRH 1 1* | BRH 2 3  | BRH 3 2  |          | 2.   | 387  |
| 2013 | Honda Yuasa Racing Team         | Honda Civic           |           | BRH 1 21  | BRH 2 4  | BRH 3 1* | DON 1 3   | DON 2 4  | DON 3     | THR 1 1*   | THR 2 1*  | THR 3 2  | OUL 1 6  | OUL 2 4  | OUL 3 4  | CRO 1 2  | CRO 2 4    | CRO 3 1* | SNE 1 9  | SNE 2    | SNE 3 8  | KNO 1 7  | KNO 2 5   | KNO 3 2  | ROC 1 14 | ROC 2 Ki | ROC 3 7  | SIL 1 3  | SIL 2 6  | SIL 3    | BRH 1 6  | BRH 2 Ki | BRH 3 14 |          | 4.   | 356  |
| 2014 | Honda Yuasa Racing Team         | Honda Civic           |           | BRH 1 3   | BRH 2 4  | BRH 3 2  | DON 1 8   | DON 2 5  | DON 3     | THR 1 2    | THR 2 4   | THR 3 23 | OUL 1 13 | OUL 2 12 | OUL 3 Ki | CRO 1 5  | CRO 2 Kiz  | CRO 3 Ki | SNE 1 3  | SNE 2 4  | SNE 3 11 | KNO 1 1* | KNO 2 14* | KNO 3 11 | ROC 1 17 | ROC 2 14 | ROC 3 9  | SIL 1 21 | SIL 2 13 | SIL 3 12 | BRH 1 Ki | BRH 2 Ni | BRH 3 Ni |          | 8.   | 207  |
| 2015 | Honda Yuasa Racing Team         | Honda Civic           |           | BRH 1 8   | BRH 2 8  | BRH 3 1* | DON 1 17  | DON 2    | DON 3 1*  | THR 1 2    | THR 2 Ki  | THR 3 6  | OUL 1 2  | OUL 2 4  | OUL 3 3* | CRO 1 5  | CRO 2 11   | CRO 3 9  | SNE 1 6  | SNE 2 Ki | SNE 3 11 | KNO 1 6  | KNO 2 8   | KNO 3 1* | ROC 1 8  | ROC 2 5  | ROC 3 4  | SIL 1 8  | SIL 2 5  | SIL 3 6  | BRH 1 7  | BRH 2 7  | BRH 3 5  |          | 3.   | 317  |
| 2016 | Halfords Yuasa Racing           | Honda Civic           |           | BRH 1 3   | BRH 2    | BRH 3 5  | DON 1 12  | DON 2 6  | DON 3 1*  | THR 1 Ret* | THR 2 11  | THR 3 2  | OUL 1 9  | OUL 2 7  | OUL 3 1* | CRO 1 12 | CRO 2 10   | CRO 3 11 | SNE 1 8  | SNE 2 3  | SNE 3 10 | KNO 1 8  | KNO 2 1*  | KNO 3 5  | ROC 1 8  | ROC 2 6  | ROC 3 4  | SIL 1 Ki | SIL 2 15 | SIL 3 5  | BRH 1 7  | BRH 2 Ki | BRH 3 Ni |          | 6.   | 275  |
| 2017 | Halfords Yuasa Racing           | Honda Civic           |           | BRH 1 Ki  | BRH 2 11 | BRH 3 4  | DON 1 2   | DON 2 7  | DON 3 Ki  | THR 1 1*   | THR 2 29* | THR 3 11 | OUL 1 2  | OUL 2 3  | OUL 3 2  | CRO 1 Ki | CRO 2 18   | CRO 3 5  | SNE 1 3  | SNE 2 9  | SNE 3 Ki | KNO 1 9  | KNO 2 Ki  | KNO 3 8  | ROC 1 5  | ROC 2 Ki | ROC 3 13 | SIL 1 13 | SIL 2 13 | SIL 3 1* | BRH 1 10 | BRH 2 3  | BRH 3 8  |          | 7.   | 243  |
| 2018 | Halfords Yuasa Racing           | Honda Civic           |           | BRH 1 Ki  | BRH 2 29 | BRH 3 12 | DON 1 6   | DON 2 16 | DON 3 7   | THR 1 1*   | THR 2 3   | THR 3 8  | OUL 1 5  | OUL 2    | OUL 3 14 | CRO 1 9  | CRO 2 7    | CRO 3 4  | SNE 1 14 | SNE 2 21 | SNE 3 1* | ROC 1 18 | ROC 2 14  | ROC 3 15 | KNO 1 Ki | KNO 2 17 | KNO 3 15 | SIL 1 Ki | SIL 2 14 | SIL 3 7  | BRH 1 2  | BRH 2    | BRH 3 21 |          | 9.   | 223  |
| 2019 | Halfords Yuasa Racing           | Honda Civic           |           | BRH 1 8   | BRH 2 11 | BRH 3 8* | DON 1 4   | DON 2    | DON 3 18  | THR 1 7    | THR 2 5   | THR 3 4  | CRO 1 10 | CRO 2 4  | CRO 3 5  | OUL 1 Ki | OUL 2 11   | OUL 3 11 | SNE 1 Ki | SNE 2 16 | SNE 3 11 | THR 1 8  | THR 2 3   | THR 3    | KNO 1 Ki | KNO 2 15 | KNO 3 11 | SIL 1 6  | SIL 2 Ki | SIL 3    | BRH 1 2  | BRH 2 4  | BRH 3 13 |          | 9.   | 232  |

### Teljes túraautó-Európa-bajnokság eredménysorozata
| Év   | Csapat         | Autó              | 1     | 2     | 3     | 4     | 5        | 6       | 7       | 8       | 9         | 10    | 11       | 12       | 13    | 14    | 15      | 16       | 17      | 18       | 19       | 20      | Helyezés | Pont |
| ---- | -------------- | ----------------- | ----- | ----- | ----- | ----- | -------- | ------- | ------- | ------- | --------- | ----- | -------- | -------- | ----- | ----- | ------- | -------- | ------- | -------- | -------- | ------- | -------- | ---- |
| 2001 | RJN Motorsport | Nissan Primera GT | MNZ 1 | MNZ 2 | BRN 1 | BRN 2 | MAG 1 Ki | MAG 2 4 | SIL 1 3 | SIL 2 4 | ZOL 1 Kiz | ZOL 2 | HUN 1 14 | HUN 2 Ni | A1R 1 | A1R 2 | NÜR 1 3 | NÜR 2 18 | JAR 1 5 | JAR 2 Ki | EST 1 22 | EST 2 1 | 14.      | 266  |

## Fordítás
Ez a szócikk részben vagy egészben a Matt Neal című angol Wikipédia-szócikk ezen változatának fordításán alapul.  Az eredeti cikk szerkesztőit annak laptörténete sorolja fel. Ez a jelzés csupán a megfogalmazás eredetét és a szerzői jogokat jelzi, nem szolgál a cikkben szereplő információk forrásmegjelöléseként.